# Nagyvárad polgármestereinek listája

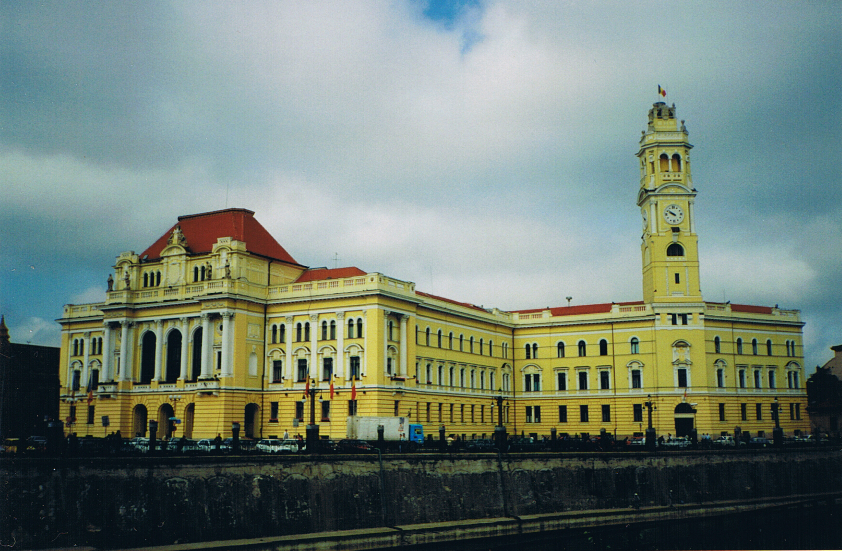
A nagyváradi Városháza

A „középponti városoknak” nevezett Várad-Újváros, Várad-Olaszi, Várad-Velence és Várad-Váralja 1850. január 4-ei egyesülésével létrejött Nagyvárad első polgármestere Bölönyi Menyhért lett.

## 1850–1920
| Polgármester      | Periódus                              | Megjegyzés                                  |
| ----------------- | ------------------------------------- | ------------------------------------------- |
| Bölönyi Menyhért  | 1850. január 4. – 1851. június 25.    |                                             |
| Csorba János      | 1851. június 25. – 1854               |                                             |
| Takács Arnold     | 1854–1855                             |                                             |
| Miklósi Ferenc    | 1855–1857                             |                                             |
| Toperczer Ödön    | 1857–1860                             |                                             |
| Petrovics András  | 1860 – 1861. január 21.               | ideiglenesen (tanácsosként)                 |
| Lukács György     | 1861. január 21. – 1862               |                                             |
| Lázár Mihály      | 1862–1865                             |                                             |
| Stettner Lajos    | 1866                                  |                                             |
| Lukács György     | 1867 – 1875. november 11.             |                                             |
| Sal Ferenc        | 1875. november 11. – 1897             |                                             |
| Bulyovszky József | 1897 – 1901. június                   |                                             |
| Rimler Károly     | 1901. június – 1919. március 22.      | 1902 márciusáig kinevezett polgármesterként |
| direktórium       | 1919. március 22. – április 19.       |                                             |
| Rimler Károly     | 1919. április 19. – június 15.        |                                             |
| Lukács Ödön       | 1919. június 15. – július 31.         | ideiglenesen (polgármester-helyettesként)   |
| Komlóssy József   | 1919. augusztus 1. – 1920. február 8. |                                             |

## 1920–1940
| Polgármester              | Periódus                                   | Megjegyzés                                                            |
| ------------------------- | ------------------------------------------ | --------------------------------------------------------------------- |
| Coriolan Bucico           | 1920. február 8. – 1926. július 1.         |                                                                       |
| Gheorghe Tulbure          | 1926. július 1. – 1927. június 3.          | 1926. szeptember 21-ig ideiglenesen (az Időközi Bizottság elnökeként) |
| Sever Erdeli              | 1927. június 3. – 1927. augusztus          | ideiglenesen (az Időközi Bizottság elnökeként)                        |
| Grigore Egri              | 1927. augusztus – 1927. október 12.        |                                                                       |
| Nicolae Zigre             | 1927. október 12. – 1928. december 1.      | ideiglenesen (az Időközi Bizottság elnökeként)                        |
| Aurel Lazăr               | 1928. december 1. – 1930. november 18.     | 1930. július 26-áig ideiglenesen (az Időközi Bizottság elnökeként)    |
| Romulus Pop               | 1930. november 18. – 1930. december 12.    | ideiglenesen (az Időközi Bizottság elnökeként)                        |
| Grigore Egri              | 1930. december 12. – 1931. május 25.       |                                                                       |
| George Sofronie           | 1931. május 25. – 1932. július 11.         | ideiglenesen (az Időközi Bizottság elnökeként)                        |
| Grigore Egri              | 1932. július 11. – 1933. november 29.      | 1932. október 20-áig ideiglenesen (az Időközi Bizottság elnökeként)   |
| Tiberiu Moșoiu            | 1933. november 29. – 1935. november 2.     | ideiglenesen (az Időközi Bizottság elnökeként)                        |
| Vasile Bledea             | 1935. november 2. – 1937. május 11.        | ideiglenesen (az Időközi Bizottság elnökeként)                        |
| Petru Fodor               | 1937. május 11. – 1938. január 5.          | ideiglenesen (az Időközi Bizottság elnökeként)                        |
| Dimitrie Mangra           | 1938. január 5. – 1938. február 11.        | ideiglenesen (az Időközi Bizottság elnökeként)                        |
| Ioan Voștinar             | 1938. február 11. – 1938. február 16.      | megbízva (a municípium főtitkáraként)                                 |
| Constantin Constantinescu | 1938. február 16. – 1938. július 1.        | megbízva                                                              |
| Cornel Cărpinișan         | 1938. július 1. – 1938. szeptember 23.     | megbízva                                                              |
| Augustin Chirilă          | 1938. szeptember 23. – 1940. szeptember 5. |                                                                       |

## 1940–1944
| Polgármester  | Periódus                         | Megjegyzés |
| ------------- | -------------------------------- | ---------- |
| Soós István   | 1940 szeptember 5 – 1944 március |            |
| Gyapay László | 1944 március – október 12        |            |

## 1944–1989
| Polgármester (1949 és 1976 között a városi néptanács elnöke) | Periódus                        | Megjegyzés                                        |
| ------------------------------------------------------------ | ------------------------------- | ------------------------------------------------- |
| Augustin Corna                                               | 1944 október 12 – 1944 november |                                                   |
| Csíky Gyula                                                  | 1944 november – 1945 január     |                                                   |
| Ványai Károly                                                | 1945 március 9 – 1949           | az első munkásszármazású polgármester             |
| Pusztai Sándor                                               | 1949 – 1953                     |                                                   |
| Boros István                                                 | 1954 - 1955                     |                                                   |
| Víg András                                                   | 1956 – 1960                     |                                                   |
| Dregus Ernest                                                | 1961 – 1965                     |                                                   |
| Roman Barna                                                  | 1966 – 1967                     |                                                   |
| Szántó István                                                | 1968 – 1973                     | Nagyvárad utolsó magyar származású polgármestere. |
| Gheorghe Vaida                                               | 1974 – 1976                     |                                                   |
| Petru Demeter                                                | 1976 – 1980                     |                                                   |
| Paraschiv Alecu                                              | 1981 – 1985                     |                                                   |
| Gheorghe Groza                                               | 1986 – 1989                     |                                                   |

## 1989 után
| Polgármester   | Periódus  | Megjegyzés                                                                      |
| -------------- | --------- | ------------------------------------------------------------------------------- |
| Mircea Bradu   | 1989–1990 | „közfelkiáltással” választották meg, betegsége miatt néhány nap után lemondott  |
| Horia Văideanu | 1990–1991 |                                                                                 |
| Octavian Bot   | 1991–1992 |                                                                                 |
| Matei Ivan     | 1992      |                                                                                 |
| Petru Filip    | 1992–1996 | az első helyhatósági választások nyertese                                       |
| Mihai Sturza   | 1996–2000 |                                                                                 |
| Petru Filip    | 2000–2007 |                                                                                 |
| Mihai Groza    | 2007–2008 |                                                                                 |
| Ilie Bolojan   | 2008–2020 | A rendszerváltás utáni időszak leghosszabb ideig hivatalban lévő városvezetője. |
| Florin Birta   | 2020–     |                                                                                 |

Magyar alpolgármesterek:
Kapy István 1996–2001
Bíró Rozália 2001–2012
Huszár István  2014–2015

## Lásd még
- Híres nagyváradiak listája